# Ноткин, Иосиф Исаакович
Иосиф Исаакович Ноткин (род. 15 мая 1928, Одесса, СССР) — советский архитектор, историк архитектуры, градостроитель и реставратор.

## Биография
Иосиф Исаакович Ноткин родился в Одессе, в еврейской семье. Окончил Среднеазиатский политехнический институт в Ташкенте в 1950 (ныне Ташкентский государственный технический университет). Доктор архитектуры (1982), член-корреспондент Международной Академии Архитектуры (1992). Заслуженный архитектор Узбекской ССР (1988). С 1972 по 1992 год заведовал отделом Научно-исследовательского и проектного института градостроительства в Ташкенте, где занимался комплексными исследованиями по реконструкции исторических городов Узбекистана. Автор более ста опубликованных работ по истории, архитектуре и градостроительству Средней Азии. Эмигрировал в Израиль в 1996 г., в настоящее время проживает в Иерусалиме.

## Избранные работы
- Выпрямление портала мавзолея Гур-и Амир в Самарканде.
- Изучение и реставрация мавзолеев комплекса Шах-и Зинда в Самарканде.
- Реставрация ансамбля Ичан-Кала в Хиве (1975)
- Генпланы градостроительного развития Хивы и Бухары (оба — 1975)

## Избранные публикации
На русском языке:
- Ноткин И. И. Бухарская резьба по ганчу в работах Усто Ширина Мурадова. Ташкент: Государственное издательство художественной литературы УзССР. 1961 г.
- Ноткин И. И. Искусство древних. Ташкент: Из-во «Узбекистан», 1967 г.
- Ноткин И. И. ред. Архитектурная керамика Узбекистана. Ташкент: Фан, 1968 г.
- Ноткин И. И. Дворец Таш-Хаули. Ташкент: Из-во «Узбекистан», 1976 г.
- Ноткин И. И. Мавзолей пахлавана Махмуда. Ташкент: Из-во «Узбекистан», 1977 г.
- Ноткин И. И. Минареты Хивы. Ташкент: Из-во «Узбекистан», 1978 г.
- Булатова В. А., Ноткин И. И. Архитектурные памятники Хивы (путеводитель). Ташкент: Из-во «Узбекистан», 1965 г.

На английском языке:
- Notkin, I.I. 1989. Genotypes of Spatial Form in the Architecture of the East. In Muqarnas VI: An Annual on Islamic Art and Architecture. Oleg Grabar (ed.). Leiden: E.J. Brill.[2]
- Notkin, I.I. 1995. Decoding Sixteenth-Century Muqarnas Drawings. In Muqarnas Volume XII: An Annual on Islamic Art and Architecture. Leiden: E.J. Brill.[3]